# Louis-Luc Loiseau de Persuis

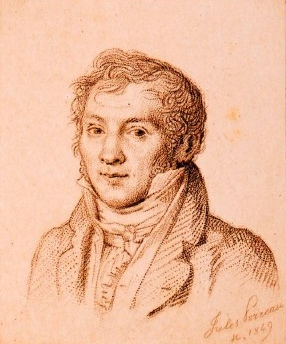
Louis-Luc Loiseau de Persuis

Louis-Luc Loiseau de Persuis (4 de julio de 1769 - 20 de diciembre de 1819) fue un violinista, director de orquesta, director de coro, profesor, compositor y director de teatro francés.
Después de comenzar sus estudios de música en su ciudad natal de Metz, se trasladó a París en 1787 y entró en la orquesta de la Ópera en 1793. Toda su carrera fue dentro de esta institución; se convirtió en director de coro en 1803 y luego en director de orquesta en 1810, en sustitución de Jean-Baptiste Rey. Trabajó simultáneamente en funciones administrativas, como director, inspector general musical (1816), director de escena (1817) y luego director en jefe desde el 3 de septiembre de 1817 hasta el 13 de noviembre de 1819, fecha en la que una enfermedad le obligó a dimitir.
Compuso ballets, óperas y óperas cómicas. Su mayor éxito fue Le triomphe de Trajan (1807), escrito en colaboración con Le Sueur. De 1810 a 1815, Persuis fue el compositor más interpretado en la Ópera, con 157 representaciones, en gran parte gracias a Trajano. Sus óperas cómicas encontraron aceptación en el Théâtre Favart. También adaptó obras de otros, por ejemplo, el oratorio Les Croisés (Die Befreyung von Jerusalem, 1813) de Maximilian Stadler.
Enseñó canto en el Conservatorio de París hasta 1802. Se propuso su nombre para una escuela de canto en la Ópera, pero la escuela no se estableció, aunque continuó enseñando a coristas de manera informal.

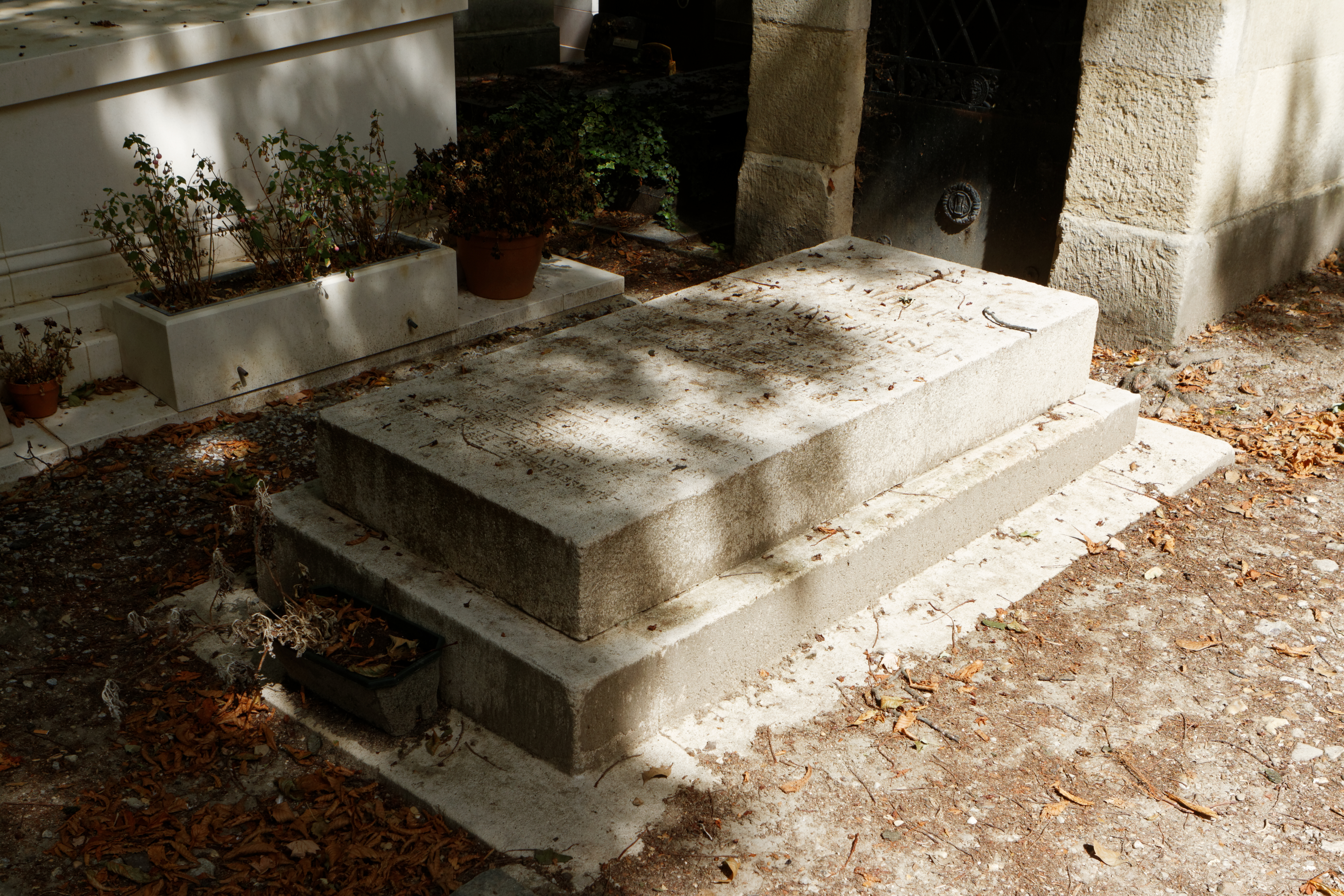
Tumba en el cementerio Père Lachaise

Murió en París.

## Obras para el escenario
| Título                                                                         | Genero          | Actos       | Libreto                                                  | Fecha de lanzamiento     | Evento                        |
| ------------------------------------------------------------------------------ | --------------- | ----------- | -------------------------------------------------------- | ------------------------ | ----------------------------- |
| La nuit espagnole                                                              | ópera cómica    | desconocido | J. Fiévée                                                | 14 de enero de 1791      | Théâtre Feydeau               |
| Estelle                                                                        | ópera cómica    | 3 actos     | Villebrune                                               | 17 de diciembre de 1793  | Théâtre National              |
| Phanor et Angéla                                                               | ópera cómica    | 3 actos     | Faur                                                     | Julio de 1798            | Théâtre Feydeau               |
| Léonidas, ou Les spartiates (con Gresnick)                                     | opera           | desconocido | Pixérécourt                                              | 15 de agosto de 1799     | Ópera, Théâtre des Arts       |
| Fanny Morna, ou L'écossaise                                                    | drame-lyrique   | 3 actos     | E. Favières                                              | 22 de agosto de 1799     | Opéra-Comique, Salle Favart I |
| Le fruit défendu                                                               | opera           | 1 acto      | E. Gosse                                                 | 7 de marzo de 1800       | Ópera-Comique, Salle Favart I |
| Marcel, ou L'héritier supposé                                                  | ópera cómica    | 1 acto      | Pixérécourt                                              | 12 de febrero de 1801    | Ópera-Comique, Salle Favart I |
| L'inauguration du Temple de la victoire (con Le Sueur)                         | tragedia lírica | 1 acto      | Baour-Lormain, Gardel (coreografía)                      | 2 de enero de 1807       | Ópera, Théâtre des Arts       |
| Le retour d’Ulysse                                                             | ballet          | 3 actos     | Milon (coreografía)                                      | 24 de febrero de 1807    | Ópera, Théâtre des Arts       |
| Le triomphe de Trajan (con Le Sueur)                                           | tragedia lírica | 3 actos     | J. Esménard, Gardel (coreografía)                        | 23 de octubre de 1807    | Ópera, Théâtre des Arts       |
| La Jérusalem délivrée                                                          | tragedia lírica | 5 actos     | P.-M. Baour-Lormain after T. Tasso, Gardel (coreografía) | 15 de septiembre de 1812 | Ópera, Théâtre des Arts       |
| Nina, ou La folle par amour                                                    | ballet          | 2 actos     | Milon (coreografía)                                      | 23 de noviembre de 1813  | Ópera, Théâtre des Arts       |
| L’épreuve villageoise, ou André et Denise                                      | ballet          | 2 actos     | Milon (coreografía)                                      | 4 de abril de 1815       | Ópera, Théâtre des Arts       |
| L’heureux retour (con Berton and Kreutzer)                                     | ópera-ballet    | 1 acto      | Milon (coreografía)                                      | 25 de julio de 1815      | Ópera, Théâtre des Arts       |
| Le carnaval de Venise, ou La constance à l'épreuve (con Kreutzer)              | ballet          | 2 actos     | Milon (coreografía)                                      | 22 de febrero de 1816    | Ópera, Théâtre des Arts       |
| Les dieux rivaux, ou Les fêtes de Cythère (con Berton, Kreutzer, and Spontini) | ópera-ballet    | 1 acto      | M. Dieulafoy and C. Briffaut                             | 21 de junio de 1816      | Ópera, Théâtre des Arts       |
| Der Zauberschlaf (con A. Gyrowetz [Acto 2])                                    | ballet          | 2 actos     | Aumer (coreografía)                                      | 16 de enero de 1818      | Vienna, Hoftheater            |